# Mykola Babak
Mykola Pantelejmonowytsch Babak (geboren am 10. Juni 1954 im Dorf Woronynzi, Rajon Tschornobaj (heute zum Rajon Solotonoscha), Oblast Tscherkassy) ist ein ukrainischer Künstler, Schriftsteller, Kunstsammler und Verleger. Er ist Träger des Taras-Schewtschenko-Preises 2010 und Volkskünstler der Ukraine.

## Biografie
1971 schloss Mykola Babak die Schule in Melnyky ab. Von 1972 bis 1974 diente er in den Reihen der Sowjetarmee. Nach der Demobilisierung arbeitete er als Designer beim Tscherkaser Verein „Azot“, dann beim Tscherkaser Kunstwerbekombinat. Von 1979 bis 1985 organisierte er eine Gruppe von Künstlern, die an monumentalen Projekten (Gemälden, Mosaiken, Glasmalereien) in Krasnojarsk, Kemerowo, Belowo, Nowokusnezk, Jakutsk, Magadan und Ust-Neri arbeitete. 1986 kehrte er in die Ukraine zurück und begann seine kreative Tätigkeit.

## Staatliche Auszeichnungen
- Volkskünstler der Ukraine (23. Januar 2016) – für einen bedeutenden persönlichen Beitrag zum Staatsaufbau, zur sozioökonomischen, wissenschaftlich-technischen, kulturellen und pädagogischen Entwicklung des ukrainischen Staates, zur Konsolidierung der ukrainischen Gesellschaft, für langjährige gewissenhafte Arbeit.
- Verdienter Künstler der Ukraine (21. August 2004) – für bedeutenden persönlichen Beitrag zur sozioökonomischen, wissenschaftlichen und spirituellen Entwicklung der Ukraine, vorbildliche Erfüllung offizieller und militärischer Pflichten, langjährige gewissenhafte Arbeit und anlässlich des 13. Jahrestages von Die Unabhängigkeit der Ukraine.
- Der Taras-Schewtschenko-Preis im Jahr 2010 – für die Monographie „Volksikone der Region Mittlerer Dnipro des 18.–20. Jhs. im Kontext des bäuerlichen Kulturraums“ (im Team).

## Künstlerische Tätigkeit

Projekt "Deine Kinder, Ukraine" (2005)

Babak arbeitet in den Richtungen Hyperrealismus, Neoexpressionismus, Transavantgarde, schafft grafische und malerische Werke, Assemblagen, Fotoinstallationen. Hält sich an die konzeptionellen und stilistischen Prinzipien der Postavantgarde. Bekannt für seine Teilnahme an der 51. Biennale für Zeitgenössische Kunst in Venedig mit dem nationalen Projekt „Deine Kinder, Ukraine“ (2005). Seit 2014 arbeiten Mykola Babak und Jewhen Matwejew im Tandem Babak-Matwejew zusammen.

## Soziale Aktivitäten
Im Jahr 2017 initiierte Mykola Babak die Gründung der Wohltätigkeitsorganisation „Mykola Babak Foundation“, deren Aufgabe es ist, das kulturelle Erbe und die moderne Kunst der Ukraine zu bewahren, zu präsentieren und zu fördern.

## Literarische Tätigkeit
1992 veröffentlichte Babak die Anthologie der Tscherkasy-Dichter „Toloka“, in der er einen Zyklus seiner Gedichte veröffentlicht, später organisierte er die Literaturgruppe „Hydrokartizon“ und veröffentlichte die Sammlungen der Literaturgruppe „Gott, wir sind frei“ und „Tag des Nebels“. 1995 war er Mitglied der Redaktion der Tscherkaser Zeitung „Misto“, die seine kultur- und kunsthistorischen Materialien veröffentlichte. 1998 schrieb er den Roman „Alder Blood“, für den er in der Nominierung „Buch des Jahres“ das Diplom „Die herausragendsten Menschen und Ereignisse der Region Tscherkasy im Jahr 1998“ erhielt. Im Jahr 2001 erschien Babaks zweiter Roman „Eden's Demons“.

## Kunstsammlung
Babak verfügt über eine Sammlung von Volksikonen, Volksgemälden, ländlichen Fotografien und Gebrauchsgegenständen aus der Region Zentral-Dnipro, die er 1990 zu sammeln begann. Im Jahr 2000 erschien das Album „Icons of the Shevchenko Region“, in dem erstmals ein Teil der Ikonen aus seiner Sammlung präsentiert wurde. Im Jahr 2001 präsentierte Babak im Ivan Gonchar Museum des Ukrainischen Nationalen Kunstmuseums die ukrainische Volksikone der zentralen Dnjepr-Region, ein naives Gemälde, Fotografien und Handtücher aus seiner eigenen Sammlung. Im Februar 2004 fand im Regionalen Kunstmuseum Tscherkasy die Ausstellung „500 Meisterwerke der ukrainischen Volksikonographie der zentralen Dnjepr-Region des 18.-20. Jhs aus der Privatsammlung von M. Babak“ statt.
Zwanzig Jahre lang sammelte Babak volkstümliche Ikonen. Laut Experten handelt es sich um die bedeutendste Sammlung ukrainischer Volksikonen der Region Mittlerer Dnipro. Die Einzigartigkeit der Sammlung besteht darin, dass sie die Ikonographie der Region Schewtschenko darstellt, wo die Grundlagen der ukrainischen Nation, ihrer Sprache und Kultur entstanden. Der Künstler sammelte auf eigene Kosten nicht nur einzigartige Ikonen, sondern führte auch Restaurierungsarbeiten durch. Die Sammlung wurde in der Monographie „Volksikone der zentralen Dnjepr-Region des 18.-20. Jhs im Kontext des bäuerlichen Kulturraums“ eingehend untersucht, einer der Autoren war Babak, für den er im Frühjahr 2010 den Taras-Schewtschenko-Nationalpreis der Ukraine erhielt. Im Jahr 2016 eröffnete das Regionale Kunstmuseum Tscherkassy die Dauerausstellung „Volksikone Mitteltransnistriens des 18.–20. Jahrhunderts“, die ein Geschenk von Mykola Babak an das Museum war.
Seit 2000 sammelt Babak ländliche Fotografien der Region Mittlerer Dnipro aus dem späten 19. und 20. Jahrhundert. Diese Sammlung umfasst mehr als 5000 Objekte. Der Begriff „ländliche Fotografie“ bezeichnet sowohl die thematische Seite der Fotografien und deren räumliche Herkunft als auch die Zugehörigkeit ihrer Fotografen zur ländlichen Gemeinschaft. Die ländliche Fotografie kann zu Recht als ein Phänomen der traditionellen ukrainischen Kultur betrachtet werden, da sie durch eine Vielzahl von Genres gekennzeichnet ist (Studio- und Straßenfotos, Porträts, Gruppenfotos, Landschaften, Reproduktionen, Fotos von Architektur, Tieren, Objekten, Innenräumen usw.), eine Fülle reproduzierter Themen, Produktionstechnologien des Autors und formale künstlerische Merkmale (Verwendung verschiedener Dekorations- und Anpassungsmethoden).